# Bytomka (Jeżowiec)
Bytomka – przysiółek wsi Jeżowiec w Polsce położony w województwie świętokrzyskim, w powiecie włoszczowskim, w gminie Kluczewsko.
W latach 1975–1998 miejscowość administracyjnie należała do województwa piotrkowskiego.
Wierni Kościoła rzymskokatolickiego należą do parafii św. Jakuba w Stanowiskach.